# Сайлас, Джеймс
Джеймс Эдвард Сайлас (англ. James Edward Silas, род. 11 февраля 1949 года, Таллула, Луизина) — американский профессиональный баскетболист, игравший на позиции разыгрывающего защитника. Большую часть своей карьеры провёл в команде «Даллас Чеперрелс / Сан-Антонио Спёрс», выступавшем в Американской баскетбольной ассоциации и Национальной баскетбольной ассоциации.

## Профессиональная карьера
Сайлас был выбран на драфте НБА 1972 года в пятом раунде под общим 70 номером клубом «Хьюстон Рокетс». Однако перед началом сезона 1972/73 клуб отказался от него и тренер «Чеперрелс» Бэйб Маккарти пригласил его в свой клуб и в ноябре 1972 года Сайлас подписал контракт с клубом АБА. Уже в первом сезоне он оправдал надежды и по итогам сезона был включён в первую сборную новичков АБА.
После сезона 1972/73 «Чаппарелс» были проданы и команда переехала в Сан-Антонио и стала выступать под именем «Сан-Антонио Спёрс». В 1975 и 1976 годах он выбирался для участия в матчах всех звёзд АБА, а также дважды включался в сборные всех звёзд. Самым успешным для него сезоном стал 1976, когда он в среднем за игру набирал 23,8 очка и делал 5,4 передачи и 4 подбора.
За «Спёрс» Сайлас отыграл 8 сезонов, из которых 5 в НБА. В 1981 году он был обменян в «Кливленд Кавальерс», где он пробыл один год после чего объявил о завершении своей карьеры.
28 февраля 1984 года «Сан-Антонио Спёрс» закрепили за ним номер 13.

## Статистика

### Статистика в НБА
| Сезон                                                                                    | Команда     | Регулярный сезон | Регулярный сезон | Регулярный сезон | Регулярный сезон | Регулярный сезон | Регулярный сезон | Регулярный сезон | Регулярный сезон | Регулярный сезон | Регулярный сезон | Регулярный сезон | Серия плей-офф | Серия плей-офф | Серия плей-офф | Серия плей-офф | Серия плей-офф | Серия плей-офф | Серия плей-офф | Серия плей-офф | Серия плей-офф | Серия плей-офф | Серия плей-офф |
| Сезон                                                                                    | Команда     | GP               | GS               | MPG              | FG%              | 3P%              | FT%              | RPG              | APG              | SPG              | BPG              | PPG              | GP             | GS             | MPG            | FG%            | 3P%            | FT%            | RPG            | APG            | SPG            | BPG            | PPG            |
| ---------------------------------------------------------------------------------------- | ----------- | ---------------- | ---------------- | ---------------- | ---------------- | ---------------- | ---------------- | ---------------- | ---------------- | ---------------- | ---------------- | ---------------- | -------------- | -------------- | -------------- | -------------- | -------------- | -------------- | -------------- | -------------- | -------------- | -------------- | -------------- |
| 1976/77                                                                                  | Сан-Антонио | 22               |                  | 16,2             | 43,0             |                  | 81,3             | 1,5              | 2,3              | 0,6              | 0,1              | 9,5              | Не участвовал  | Не участвовал  | Не участвовал  | Не участвовал  | Не участвовал  | Не участвовал  | Не участвовал  | Не участвовал  | Не участвовал  | Не участвовал  | Не участвовал  |
| 1977/78                                                                                  | Сан-Антонио | 37               |                  | 8,4              | 44,3             |                  | 82,2             | 0,6              | 1,0              | 0,3              | 0,0              | 3,9              | 3              |                | 6,3            | 30,0           |                | 50,0           | 0,0            | 0,3            | 0,3            | 0,0            | 2,3            |
| 1978/79                                                                                  | Сан-Антонио | 79               |                  | 27,5             | 50,5             |                  | 83,1             | 2,3              | 3,5              | 1,0              | 0,3              | 16,0             | 14             |                | 33,9           | 47,4           |                | 78,8           | 3,0            | 4,7            | 1,5            | 0,1            | 19,1           |
| 1979/80                                                                                  | Сан-Антонио | 77               |                  | 29,8             | 51,4             | 0,0              | 88,7             | 2,2              | 4,5              | 0,8              | 0,2              | 17,7             | 3              |                | 30,0           | 44,4           | -              | 100,0          | 2,3            | 3,0            | 2,0            | 0,3            | 14,3           |
| 1980/81                                                                                  | Сан-Антонио | 75               |                  | 27,4             | 47,7             | 0,0              | 85,0             | 3,1              | 3,8              | 0,7              | 0,2              | 17,7             | 7              |                | 23,0           | 39,1           | -              | 81,3           | 2,1            | 2,7            | 0,6            | 0,0            | 11,4           |
| 1981/82                                                                                  | Кливленд    | 67               | 34               | 21,6             | 43,8             | 0,0              | 86,0             | 1,6              | 3,3              | 0,6              | 0,1              | 11,2             | Не участвовал  | Не участвовал  | Не участвовал  | Не участвовал  | Не участвовал  | Не участвовал  | Не участвовал  | Не участвовал  | Не участвовал  | Не участвовал  | Не участвовал  |
|                                                                                          | Всего       | 357              | 34               | 24,2             | 48,5             | 0,0              | 85,2             | 2,1              | 3,4              | 0,7              | 0,2              | 14,2             | 27             |                | 27,6           | 44,8           | -              | 80,8           | 2,4            | 3,5            | 1,2            | 0,1            | 14,7           |
| Наведите курсор мыши на аббревиатуры в заголовке таблицы, чтобы прочесть их расшифровку. |             |                  |                  |                  |                  |                  |                  |                  |                  |                  |                  |                  |                |                |                |                |                |                |                |                |                |                |                |